# Giulia Domenichetti
Giulia Domenichetti (ur. 29 kwietnia 1984 w Anconie) – włoska piłkarka oraz futsalistka, grająca na pozycji pomocnika, trener piłkarski.

## Kariera piłkarska

### Kariera klubowa
Wychowanka ACF Ancosped Ancona. W 1999 roku zadebiutowała w zawodowym klubie piłki nożnej Vigor Senigallia. W 2002 roku otrzymała zaproszenie do najlepszej wówczas włoskiej drużyny Torres CF. W sezonie 2011/12 broniła barw Chiasiellis, po czym wrócił do Torres CF. Po wykluczeniu Torresa z Serie A z powodów finansowych, w 2015 rozpoczęła grę w futsal. Występowała w Falconara, a w grudniu 2016 przeniosła się do Montesilvano, z którym zdobyła mistrzostwo Włoch. Po sezonie 2018/19 w CF Florentia zakończyła karierę piłkarską.

### Kariera reprezentacyjna
13 kwietnia 2005 debiutowała w narodowej kadrze Włoch w meczu przeciwko Danii. Uczestniczka Mistrzostw Europy w 2005, 2009 i 2013.
Po 2015 broniła barw reprezentacji Włoch w futsalu.

## Sukcesy i odznaczenia

### Sukcesy piłkarskie
Torres CF
- mistrz Włoch (3x): 2009/10, 2010/11, 2012/13
- zdobywca Pucharu Włoch (4x): 2003/04, 2004/05, 2007/08, 2010/11
- zdobywca Superpucharu Włoch (4x): 2009, 2010, 2012, 2013

Montesilvano (futsal)
- mistrz Włoch: 2015/16